# Fortis Championships Luxembourg 1997
Il Fortis Championships Luxembourg 1997 è stato un torneo di tennis giocato sul sintetico indoor. È stata la 7ª edizione del torneo, che fa parte della categoria Tier III nell'ambito del WTA Tour 1997. Il torneo si è giocato a Lussemburgo dal 20 al 26 ottobre 1997.

## Campionesse

### Singolare
Amanda Coetzer ha battuto in finale  Barbara Paulus con il punteggio di 6–4, 3–6, 7–5

### Doppio
Larisa Neiland /  Helena Suková hanno battuto in finale  Meike Babel /  Laurence Courtois con il punteggio di 6–2, 6–4